# Társadalomtudomány és Politika
A Társadalomtudomány és Politika a kolozsvári Bolyai Tudományegyetem Társadalomtudományi és Társadalompolitikai Intézetének negyedévi folyóirata. Szerkesztője Jordáky Lajos, az Intézet akkori vezetője. Első száma 1946 januárjában jelent meg, bevezető cikkében a szerkesztő a tudományos munka újraindulásának elősegítését, a kutatási eredmények közlését jelöli meg céljául.

## Tartalma, munkatársai
Az első, 256 oldalas szám Teofil Vescan, Neumann György, Imreh István és Incze Miklós egy-egy tanulmányát közli; A szocializmus szellemi történetéhez rovatcím alatt Engelsnek A porosz alkotmány című tanulmányát, a Társadalmi szemle rovatban Kiss Tibornak A zsidóság problémája és Jordáky Lajosnak Parlamenti választások Európában c. szemlecikkeit; a Politika rovatban a magyar Ideiglenes Nemzetgyűlés Debrecenben 1944. december 21-én kibocsátott, Szózat a magyar néphez című nyilatkozatát és Truman amerikai elnök beszédét a San Franciscó-i konferencia záróülésén. Teljes terjedelmében olvasható benne Az Egyesült Nemzetek Alapokmánya, a szovjet–lengyel határszerződés szövege, valamint a Szovjetunió, az Amerikai Egyesült Államok és Anglia külügyminisztereinek 1945. december 16–26. között Moszkvában tartott tanácskozásán elfogadott Nyilatkozat a háború utáni világpolitikai rendezéssel kapcsolatosan. Végül egy rövid beszámoló az 1945-ös romániai magyar könyvnapok eseményeit ismerteti, és az azok során bemutatott 12 hazai kiadó 61 kiadványának jegyzékét adja.
A Társadalomtudomány és Politikának ez az egyetlen száma ismert. Egyes források szerint címét Társadalomtudományra változtatva még egy száma megjelent 1946 októberében.